# Norrköping Dolphins
O Norrköpings Basketförening, conhecido pelo nome de sua franquia Norrköping Dolphins, é um clube profissional de basquetebol sediado na cidade de Norrköping, Condado da Ostrogócia, Suécia que atualmente disputa a Basketligan. Foi fundado em 1963 e manda seus jogos na Stadium Arena A com capacidade de 4.500 espectadores.

## Temporada por Temporada
| Temporada | Competições Domésticas | Competições Domésticas | Competições Domésticas | Competições Domésticas | Competições Domésticas | Competições Domésticas | Competições Regionais | Competições Regionais     | Competições Europeias | Competições Europeias |
| --------- | ---------------------- | ---------------------- | ---------------------- | ---------------------- | ---------------------- | ---------------------- | --------------------- | ------------------------- | --------------------- | --------------------- |
| Temporada | Nível                  | Liga                   | Pos.                   | Res                    | PL                     | Pós Temporada          | Liga                  | Res                       | Liga                  | Res                   |
| 2004-05   | 1                      | Basketligan            | 5                      | 14-16                  | -                      |                        | -                     | -                         | -                     | -                     |
| 2005-06   | 1                      | Basketligan            | 5                      | 11-19                  | -                      |                        | -                     | -                         | -                     | -                     |
| 2006-07   | 1                      | Basketligan            | 7                      | 18-4                   | -                      |                        | -                     | -                         | 3 Eurochallenge       | Temporada Regular     |
| 2007-08   | 1                      | Basketligan            | 4                      | 15-18                  | -                      |                        | -                     | -                         | -                     | -                     |
| 2008-09   | 1                      | Basketligan            | 1                      | 24-6                   | 4-4                    | Semifinalista          | BBL                   | 2 Challenge CupSemifinais | -                     | -                     |
| 2009-10   | 1                      | Basketligan            | 1                      | 34-6                   | 10-5                   | Campeão                | BBL                   | 2 Challenge Cupcampeão    | -                     | -                     |
| 2010–11   | 1                      | Basketligan            | 3                      | 25-11                  | 9-7                    | Finalista              |                       | -                         | 3 Eurochallenge       | Oitavas de Finais     |
| 2011–12   | 1                      | Basketligan            | 1                      | 23-13                  | 10-5                   | Campeão                |                       | -                         | 3 Eurochallenge       | Temporada Regular     |
| 2012–13   | 1                      | Basketligan            | 4                      | 21-12                  | 4-4                    | Semifinalista          |                       | -                         | 3 Eurochallenge       | Oitavas de Finais     |
| 2013–14   | 1                      | Basketligan            | 3                      | 23-13                  | 10-6                   | Finalista              | BBL                   | Quartas de Finais         | -                     | -                     |
| 2014-15   | 1                      | Basketligan            | 3                      | 25-9                   | 2-3                    | Quartas de Finais      | -                     | -                         | -                     | -                     |
| 2015-16   | 1                      | Basketligan            | 3                      | 20-10                  | 7-5                    | Finalista              | -                     | -                         | -                     | -                     |
| 2016-17   | 1                      | Basketligan            | 2                      | 23-9                   | 5-4                    | Semifinalista          | -                     | -                         | -                     | -                     |
| 2017-18   | 1                      | Basketligan            | 2                      | 21-7                   | 8-4                    | Campeão                | -                     | -                         | -                     | -                     |
| 2018-19   | 1                      | Basketligan            | 3                      | 27-9                   | 5-4                    | Quartas de finais      | -                     | -                         | -                     | -                     |
| 2019-20   | 1                      | Basketligan            | 7                      | 13-18                  |                        |                        | -                     | -                         | -                     | -                     |
| 2020-21   | 1                      | Basketligan            | 2                      | 23-9                   |                        | Campeão                | -                     | -                         | -                     | -                     |
| 2021-22   | 1                      | Basketligan            | 1º                     | 27-5                   | 11-3                   | Campeão                | -                     | -                         | -                     | -                     |
| 2022-23   | 1                      | Basketligan            | 3º                     | 22-8                   | 11-5                   | Campeão                |                       |                           | 4 Copa Europeia       | Temporada Regular     |
| 2023-24   | 1                      | Basketligan            | 1º                     | 27-5                   | 11-2                   | Campeão                |                       |                           | 4 Copa Europeia       | Temporada Regular     |
| 2024-25   | 1                      | Basketligan            | 1º                     | 23-7                   | 11-1                   | Campeão                |                       |                           | 4 Copa Europeia       | Temporada Regular     |

## Títulos
- Basketligan

Campeões (10): 1979–80, 1997–98, 2009–10, 2011–12, 2017-18, 2020-21, 2021-22, 2022-23, 2023-24, 2024-25